# Colpochila freyi
Colpochila freyi är en skalbaggsart som beskrevs av Britton 1959. Colpochila freyi ingår i släktet Colpochila och familjen Melolonthidae. Inga underarter finns listade i Catalogue of Life.